# Wong Tai Sin (distrito)
O distrito de Wong Tai Sin (chinês tradicional: 黃大仙區) é um dos 18 distritos de Hong Kong. É o único distrito totalmente sem litoral ao longo de toda Hong Kong. Está localizado em Kowloon e possuía uma população de 444.630, em 2001. O distrito tem os moradores com menor renda, é o segundo em moradores mais velhos e densidade populacional. 
O distrito contém as áreas de Diamond Hill, Tau Hom Wang, Fu Lok, Chuk Yuen, Tai Sin Wong, Wan Tsz Shan, Wong Fung, Hung Choi e Wan Choi, uma área que inclui vários grandes conjuntos habitacionais públicos. Mais de 85% dos moradores do bairro vivem em habitações públicas construídas. 
O distrito deriva seu nome do Templo Wong Tai Sin, dedicado a Wong Tai Sin, que está localizado lá. O bairro é também o local do Convento Chi Lin, construído ao estilo da Dinastia Tang, uma atração turística popular.

## Galeria

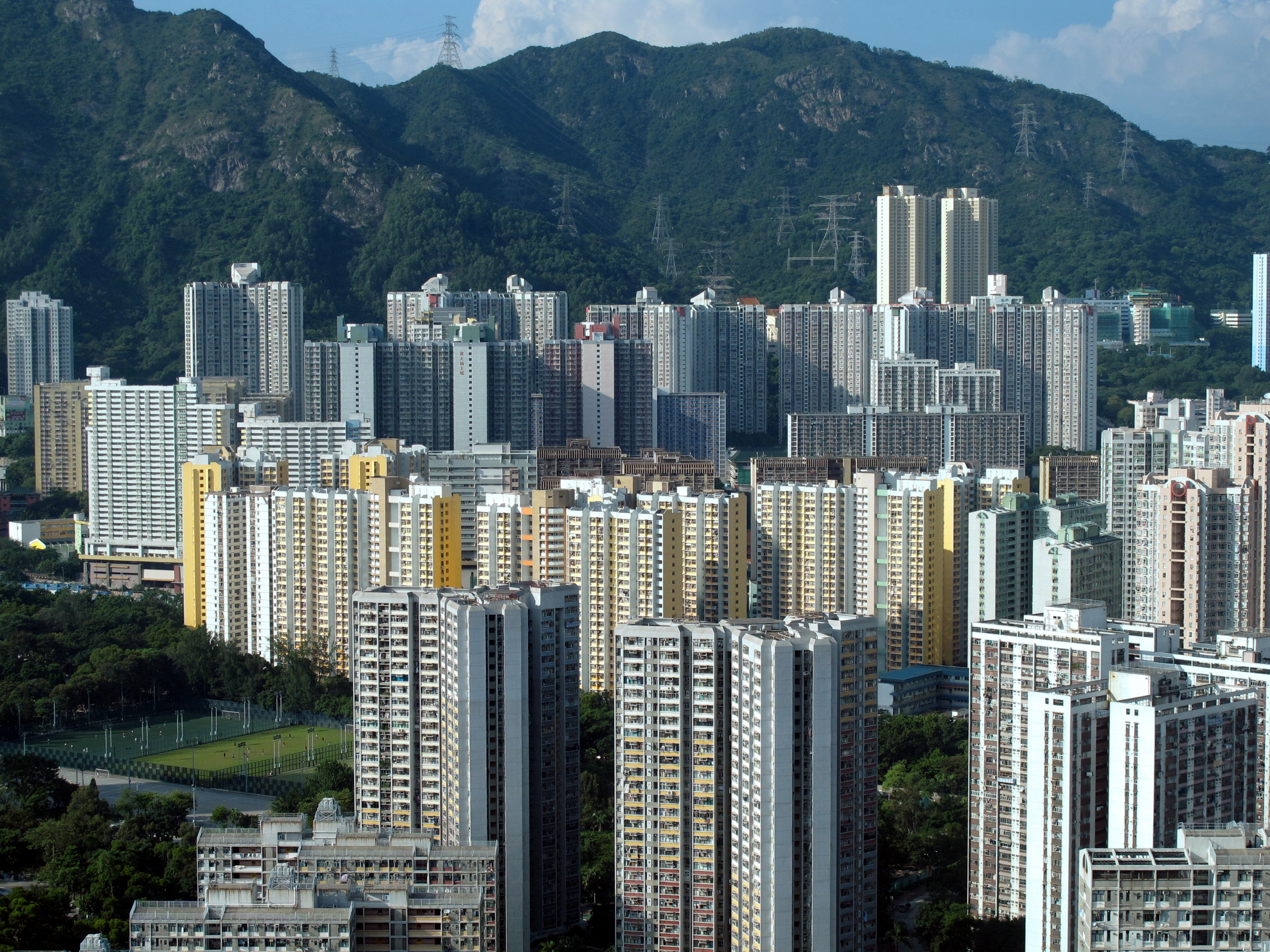
Vários conjuntos habitacionais públicos localizados em Wong Tai Sin.
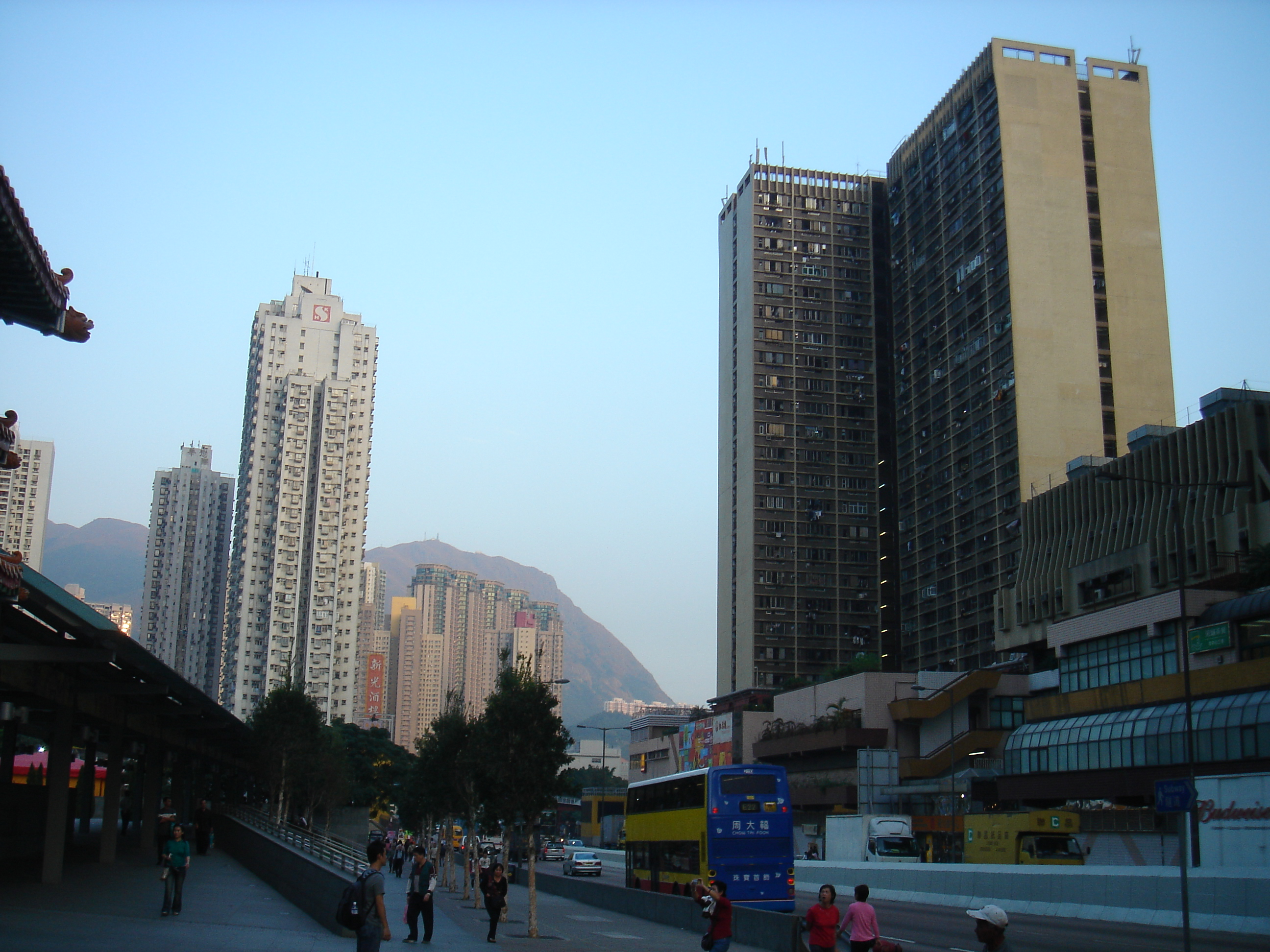
Estrada Lung Cheung, no distrito Wong Tai Sin, fora da estação MTR.